# アルジェリア・フラン

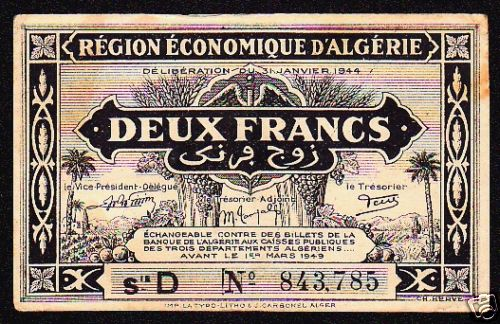
A 2 francs notgeld printed in Algiers, January 31, 1944

アルジェリア・フラン（フランス語: franc algérien）は、フランスがアルジェリアを占領していた時代（フランス領アルジェリア）に使われた通貨。
コインはフランスのものと同じものを使っていた。
フランス・フランと同等の価値があり、同等性を維持するため1960年に100旧フラン=1新フランになった。
1962年にアルジェリアが独立した後1964年に廃止され　ディナールに置き換えられた。

## References
- Krause, Chester L.; Clifford Mishler (1991). Standard Catalog of World Coins: 1801–1991 (18th ed.). Krause Publications. ISBN 0873411501。
- Pick, Albert (1994). Standard Catalog of World Paper Money: General Issues. Colin R. Bruce II and Neil Shafer (editors) (7th ed.). Krause Publications. ISBN 0-87341-207-9